# Площа Олександра Невського
Площа Олександра Невського (рос. Площадь Алекса́ндра Не́вского) — площа Санкт-Петербурга, що знаходиться в кінці Невського проспекту біля входу в Олександро-Невську лавру.

## Колишні назви
- до 1923 — Олександро-Невська площа (за однойменним монастирю).
- 1923 -1952 — Червона площа.
- Із 1952 — площа Олександра Невського (назву присвоєно до 250-річчя міста).

Вулиця Олександра Невського, що йде поруч, повністю повторює історію перейменувань площі (Олександро-Невська, Червоної площі і Олександра Невського відповідно).

## Історія

### Довоєнний час

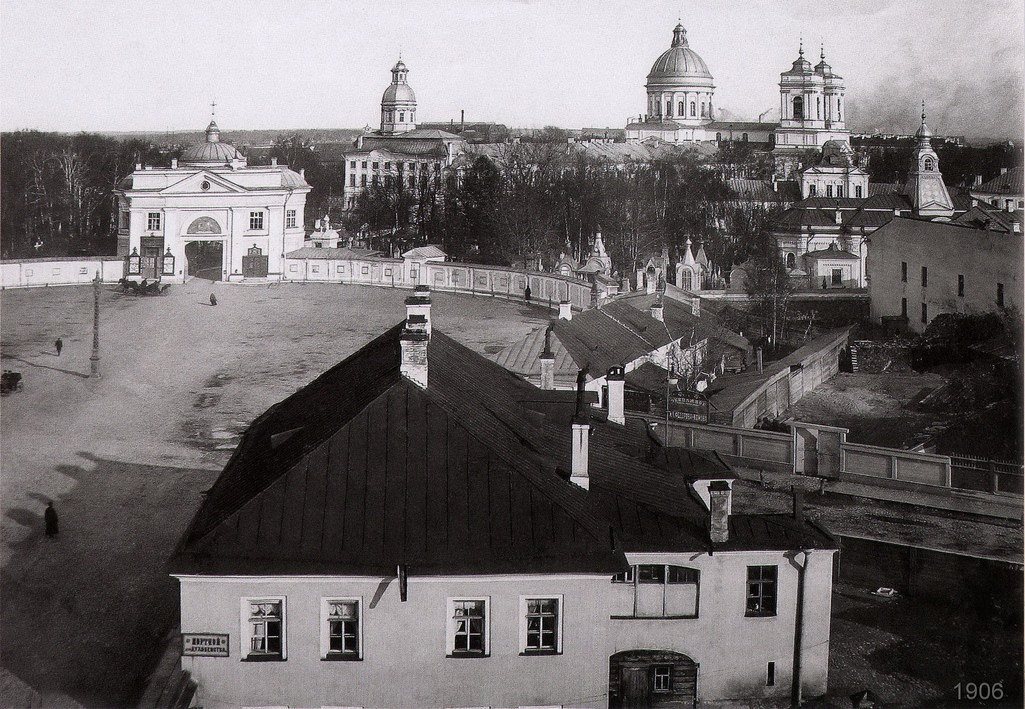
Площа в 1906 році

Площа була створена архітектором Іваном Старовим у 1788—1790 роках, як простір перед Олександро-Невською лаврою, (ним була побудована надбрамна церква, яка є входом у лавру). Однак до радянської реконструкції площа являла собою досить темне місце: різнолика забудова, відсутність мощення. Біля Неви стояли комори для зерна, в яких водилися щури. Існує легенда, що приблизно в 1920-х роках якийсь візник спробував проїхати через ці комори, а на наступний день там знайшли два скелети — кінський і людини, з'їдені щурами.
У 1923 році у зв'язку з антирелігійною пропагандою площу перейменували в Червону «з метою висловлення революційного духу часу». У 1936 році на Червоній площі почав працювати Ленінградський тролейбус, який перевозив пасажирів до площі Праці.

### Реконструкція
19 грудня 1952 року площу перейменували на честь новгородського князя Олександра Невського. У той же час почалася реконструкція площі, метою якої було зв'язати Невський проспект з Малою Охтою мостом, запроектованим ще до війни (на тому березі вже була підготовлена площа Челюскінців (назва нині не вживається) і Перша Охтинська прорізка (нині Заневський проспект). На площі знесли комори, що загороджували вид на Неву, побудували набережну, з'єднавши її проїздом з проспектом Обухівської оборони, тим самим забезпечивши тут транзитний проїзд по берегу Неви. На лівій стороні площі був зведений готель «Москва» (арх. Д. Гольдгор, Васильєва та інші), який став важливим елементом ансамблю площі та прилеглої до неї Синопськой набережної. У будівлю готелю вбудований вестибюль станції метро «Площа Олександра Невського-1».
У 1965 році площа отримала сполучення з Малою Охтою по мосту, що також отримав ім'я новгородського полководця.

### Пострадянська історія

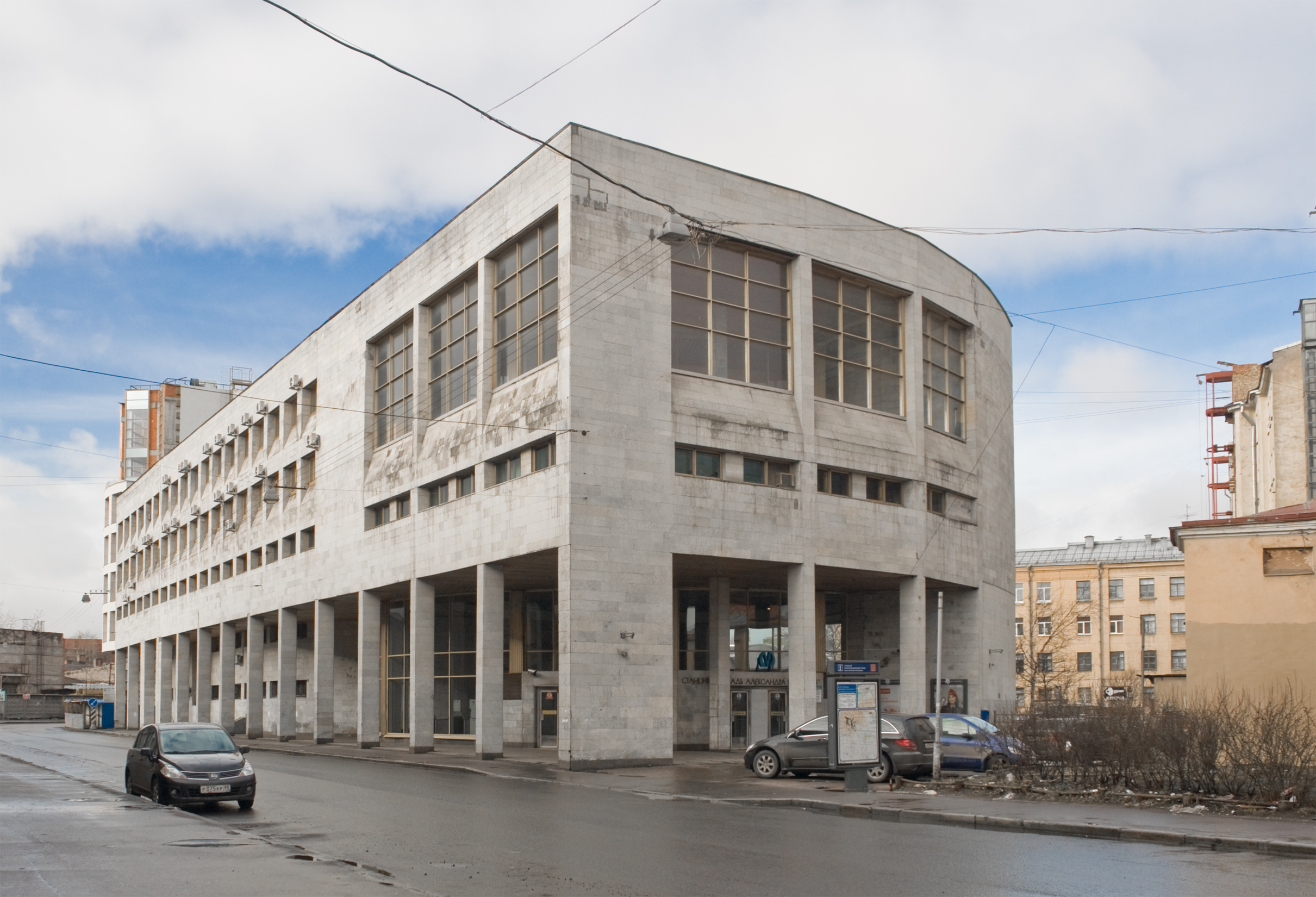
Вестибюль станції «Пл. Олександра Невського-2»

У 1991 році на перехресті Чернорецького провулка і Невського проспекту був відкритий вестибюль станції метро «Площа Олександра Невського-2». Вестибюль у дворах і майже не помітний із боку Невського проспекту, однак помітний з боку провулка.
Також біля в'їзду на міст був побудований "павільйон-шайба".
До 300-річчя Санкт-Петербурга в 2002 році на площі був відкритий кінний пам'ятник Олександру Невському (скульптор Валентин Козенюк), а в 2005 році на його п'єдесталі були встановлені барельєфи, що зображують Льодове побоїще і перенесення мощей Олександра Невського в Петербург. В останній барельєф вставлена частинка мощей святого Олександра Невського.
Із 2007 року тривала реконструкція будівлі готелю «Москва», яка до березня 2008 року практично повністю змінила вигляд 1960-х рр. на сучасний.
У 2008 році у дворі «Москви» був відкритий однойменний торговий комплекс, відомий тим, що під час його будівництва на будівлю басейну у дворі готелю впала бурова установка. Із боку площі вхід до ТЦ розташований праворуч від входу в метро.